# Осетров, Пётр Петрович
Петр Петрович Осетров (22 июня 1913, Канаево, Волоколамский уезд, Московская губерния — 10 января 1987, Белорецк, Башкирская АССР) — инженер-металлург. Лауреат Сталинской премии СССР (1952).

## Биография
Осетров Петр Петрович родился 22 июня 1913 года в дер. Канаево Волокаламского уезда Московской губернии.
В 1938 году окончил Московский металлургический институт.
Место работы: c 1938 по 1941 годы — мастер, начальник цеха завода «Серп и Молот» (Москва); в 1941—1960 годах — заместитель начальника, начальник сталепроволочного цеха № 1, заместитель главного инженера, главный инженер завода № 706, директор сталепроволочно-канатного завода, с 1960 года заместитель директора — начальник метизного производства на Белорецком металлургическом комбинате, с 1965 г. — директор комбината.
С участием Осетрова освоен выпуск 67 видов продукции: металлокорда, высокопрочной проволоки и прядей, микропроволоки.

## Награды и звания
- Сталинская премия (1952) — за разработку и внедрение нового способа производства оцинкованной проволоки.
- Орден Ленина;
- Орден Октябрьской Революции;
- Орден Трудового Красного Знамени;
- Орден «Знак Почета», медали.